# Westzaanstraat

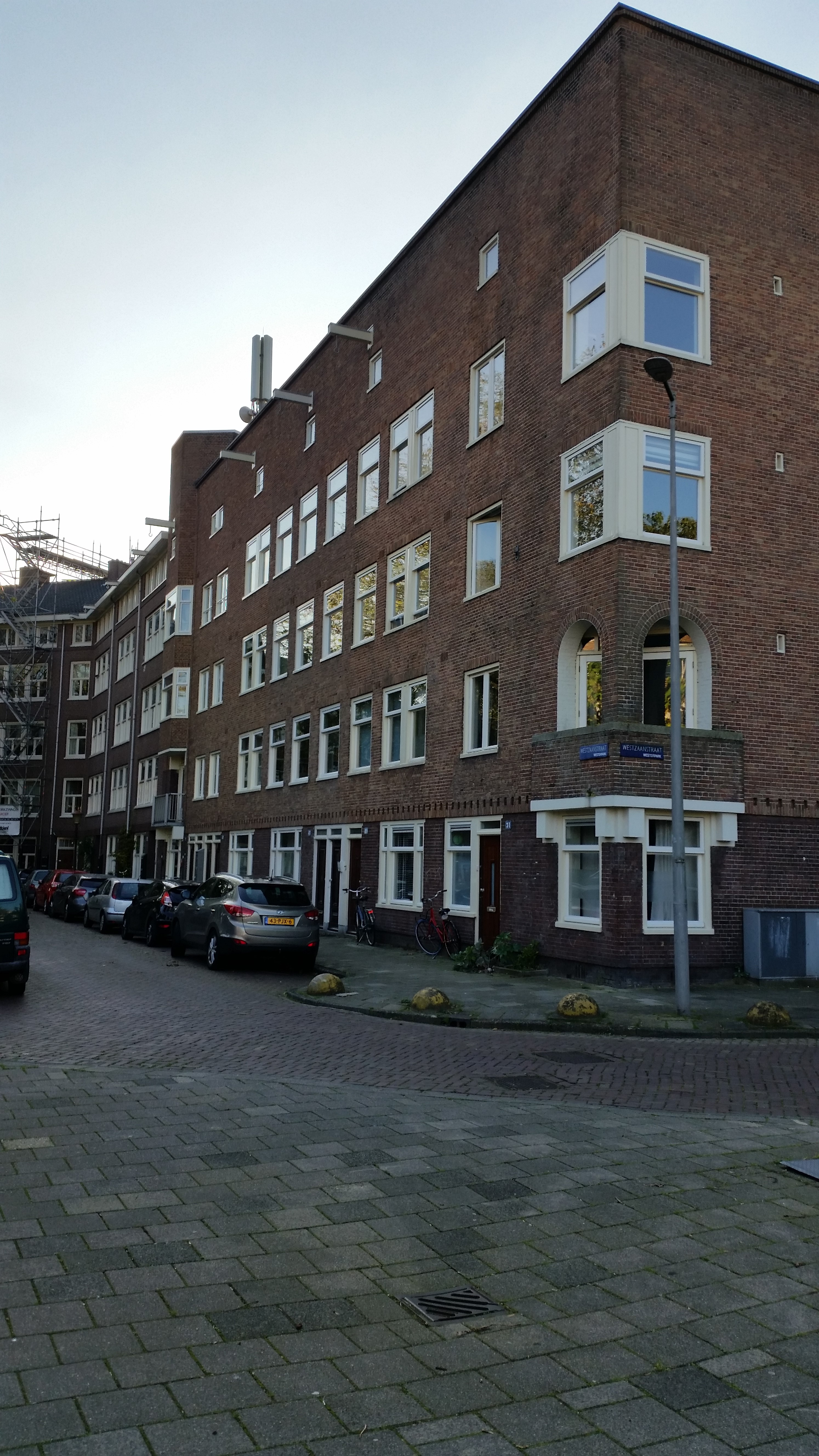
Hoek van Arend Jan Westerman (oktober 2019)

De Westzaanstraat is een straat in Amsterdam-West; de Spaarndammerbuurt.

## Geschiedenis en ligging
De straat kreeg haar naam per raadsbesluit van 1 september 1908; ze werd toen aangegeven als de eerste oostelijke zijstraat van de Spaarndammerstraat (nog zonder eind); westwaarts van en evenwijdig aan de Westerbegraafplaats. Later werd ze opnieuw gedefinieerd op 3 september 1924. De straat is vernoemd naar het dorp Westzaan. Amsterdam kent ook de Oostzaanstraat, maar die kreeg pas later haar naam (2 september 1913); de Oostzaanstraat ligt in Amsterdam ten noordwesten (!) van de Westzaanstraat. De Westzaanstraat is de enige straat hier ten westen van de Spaarndammerstraat die niet naar een plaats in de Zaanstreek is vernoemd; verder treft men hier straten aan vernoemd naar ontdekkingsreizigers per zee.
De straat slingert tussen het Westerkanaal en de Spaarndammerstraat. De straat maakt daarbij op gegeven moment zo’n scherpe bocht dat bewoners van het ene huizenblok via de achtergevel aankijken tegen een andere achtergevel van dezelfde straat.
Op 22 maart 1944 stortte een Amerikaanse bommenwerper neer om de Sint Alfonsusschool gevestigd op nummer 61. Er vielen relatief weinig doden en gewonden; het was woensdagmiddag; de schoolkinderen waren meest vrij. Aan de gevel van nummer 71 (bij nieuwbouw volgde nieuwe huisnummers) hangt nog een plaquette ter nagedachtenis aan deze gebeurtenis.  
In 1980 was er enige ophef in de buurt. Bij graafwerkzaamheden voor de plaatsing van straatmeubilair vond de plantsoenendienst schedels en botten. Men vermoedde al snel dat het nog resten van de begraafplaats waren. In de latere jaren tachtig werd er in deze buurt groots gesaneerd, maar de Westzaanstraat wist daaraan op enkele kleine stukken na te ontkomen.

## Gebouwen
De gebouwen in deze straat dienen allemaal tot woningen met twee uitzonderingen. De eerste uitzondering betreft winkelpanden aan de Spaarndammerstraat met een zijgevel aan de Westzaanstraat. De tweede betreft een relatief groot gebouw, waarin vroeger een onderstation was gevestigd van het Gemeentelijk Energiebedrijf en een telefoongebouw van de PTT; ook begin 21e eeuw heeft het als bestemming "Bedrijf-Nutsvoorziening", dan van Liandon/Liander (50/10Kv-station). Er is groot verschil tussen de architectuur van de woningen. Bijzonderheden aan de oneven zijde:
- Complex Westzaanstraat 1-7 hoek Houtmankade betreft woningen in de stijl van de Amsterdamse School, ontworpen door Ferdinand Jantzen; gebouwd rond 1924; kunstig glas-in-lood is toegepast
- Complex Westzaanstraat 9-41 betreft woningen ontworpen door J.J.L. Moolenschot;[3]
- Complex Westzaanstraat 43-57 betreft woningen ontworpen door Arend Jan Westerman met zijn eigen variant van de Amsterdamse School; gebouwd rond 1927 met op de hoek een inpandig balkon
- Op de plaats van de gesloopte Sint Alfonsusschool verrezen in 1982 portiekwoningen van Evers en Sarlemijn (61-73)
- Het laatste stuk huisnummer 87 tot en met 97 stamt uit 1994 en is ontworpen door Marian van der Waals met een vleugel in de Spaarndammerstraat.[4]

De even zijde kent behalve genoemd nutsgebouw uit 1988 nog een blok woningen (6 tot en met 28) dat doorloopt tot op de Spaarndammerstraat en is afkomstig van architect Justus Hendrik Scheerboom van rond 1938.
De nummering loopt omgekeerd ten opzichte van haar geschiedenis. De straat begon als zijstraat van de Spaarndammerstraat, maar de nummering begint aan het andere eind.

## Kunst
In de straat is geen kunst in de openbare ruimte te vinden. Wel is er de Plaquette Westzaanstraat bij huisnummer 71 en het beeld Vaarwel van Godelieve Smulders in de zoom van het Westzaanplantsoen grenzend aan de straat. Aan het gebouw 2-4 zijn enkele ornamenten aangebracht die wijzen op het gebruik van het gebouw.

## Afbeeldingen

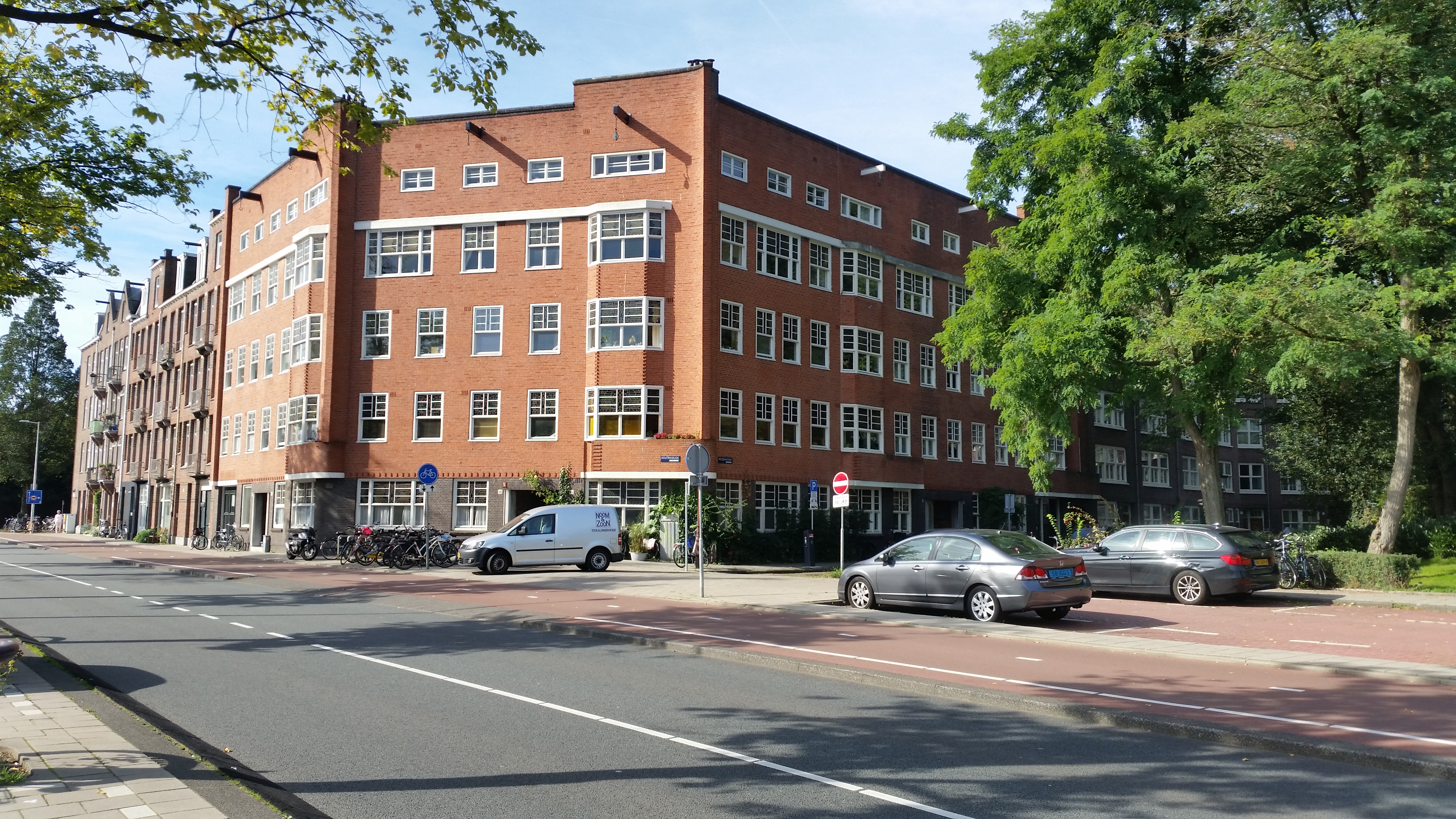
Houtmankade (links), hoek Westzaanstraat (rechts) (september 2019)
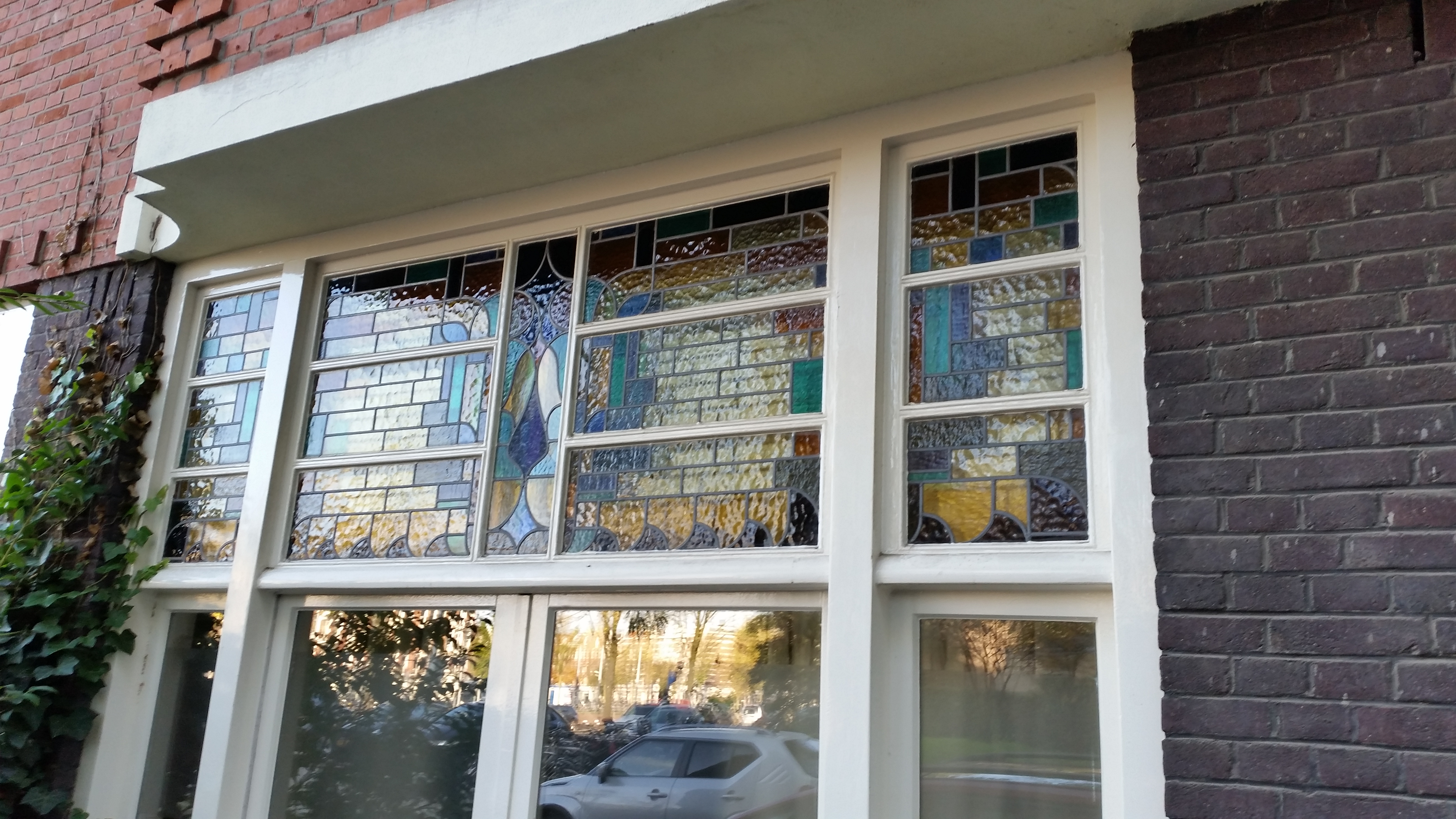
Glas in lood aan de Westzaanstraat (oktober 2019)
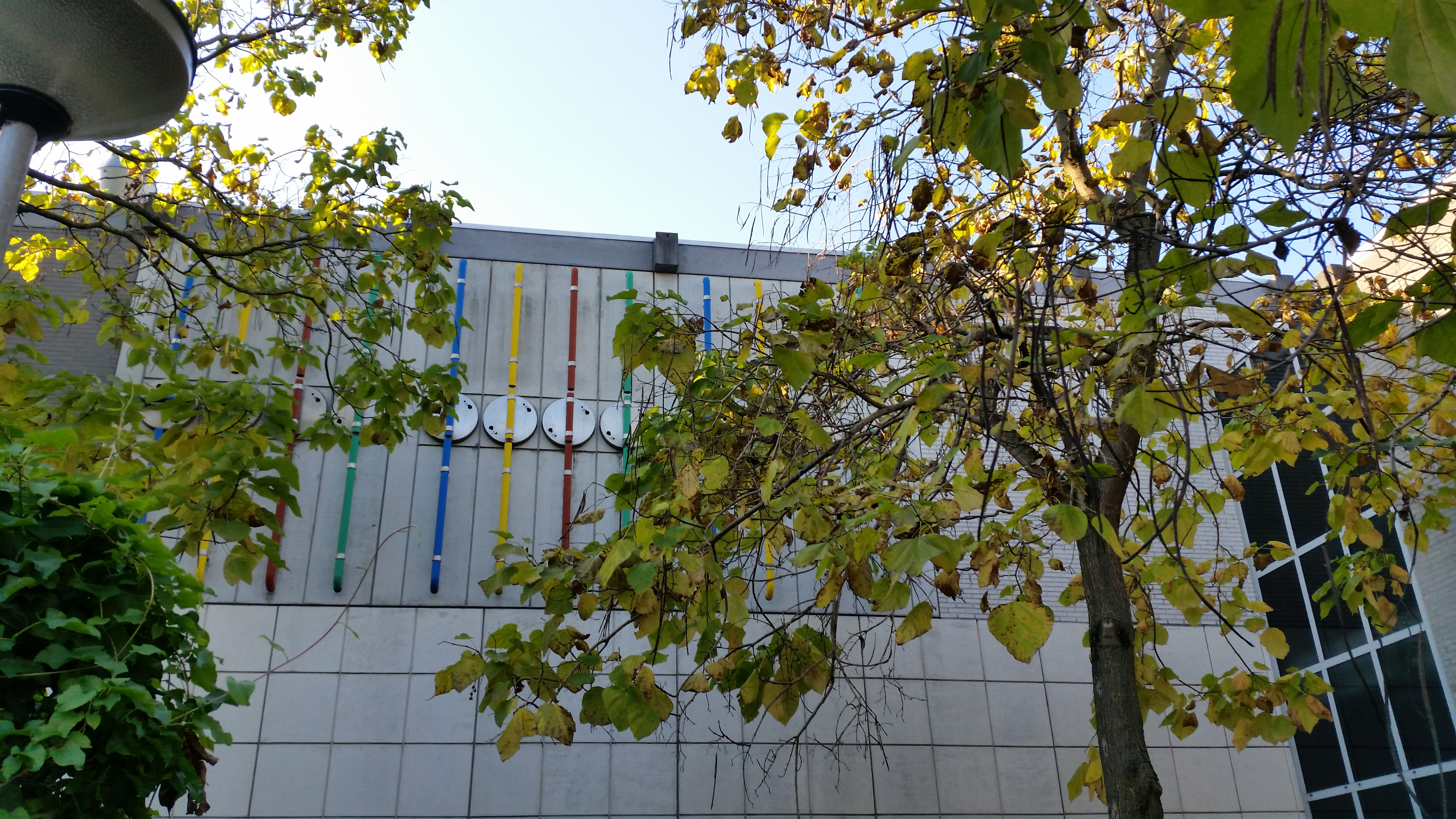
Ornamenten Westzaanstraat 2-4 (oktober 2019)
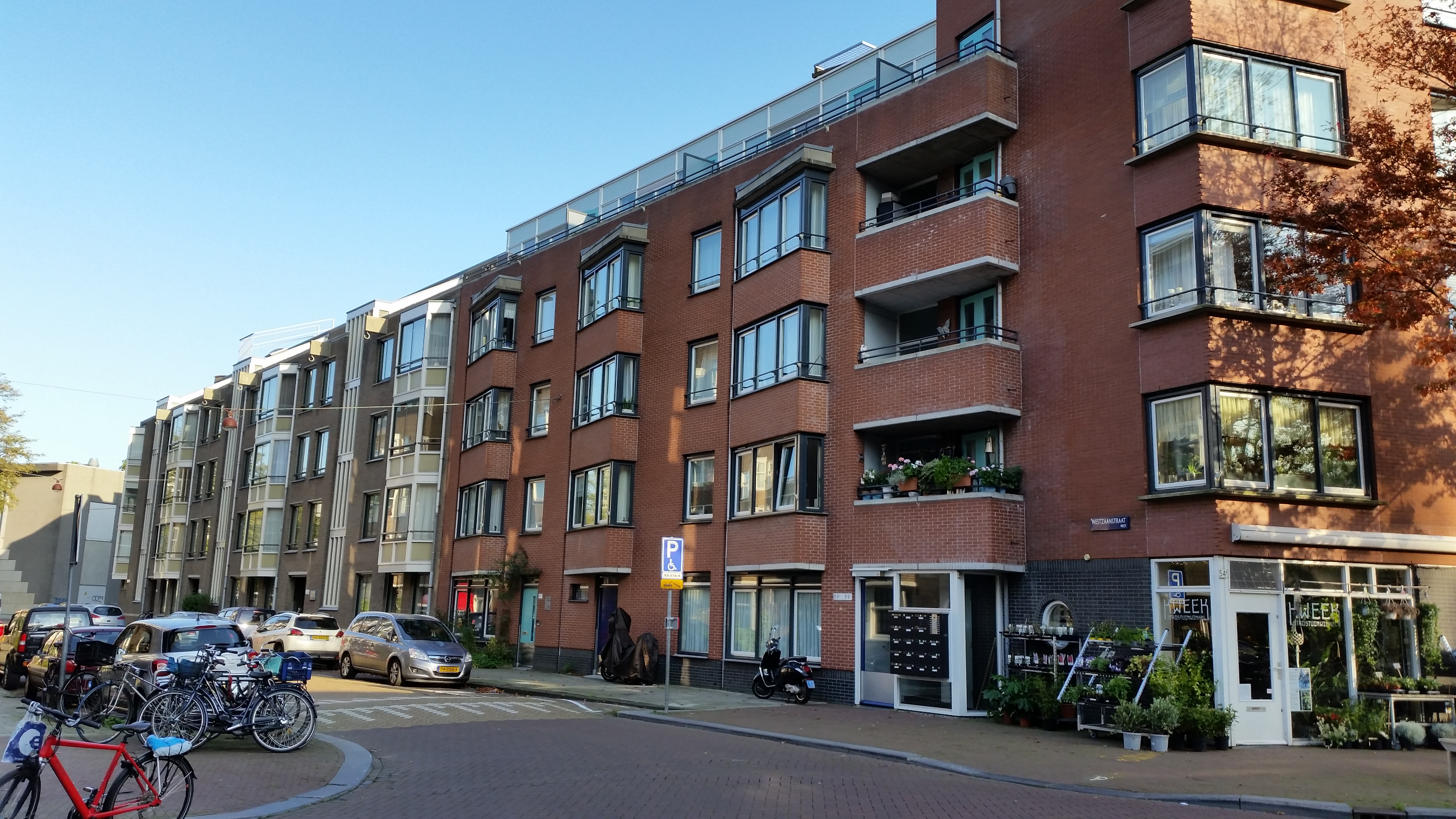
Westzaanstraat van Evers/Sarlemijn (links) en Van der Waals (rechts) (oktober 2019)